# Guillaume Du Val
Pour les articles homonymes, voir Du Val.
Guillaume du Val, aussi appelé Guillaume Duval, latinisé en Guillelmus Du Val ou Guillelmus Du Vallius est un érudit, médecin et philosophe français, né à Pontoise vers 1572, mort à Paris le 22 septembre 1646.

## Biographie
Guillaume Du Val appartenait à une famille de Pontoise. Il est venu assez tôt étudier à Paris où il a écouté les gens les plus habiles de l'Université de Paris. Il a étudié la langue grecque en suivant les cours du Collège royal sans négliger aucune partie des belles lettres. S'étant intéressé avec ardeur à augmenter ses connaissances, il a reconnu qu'il a été assez longtemps indécis pour savoir à quelle science il s'attacherait.
Il a étudié la philosophie avec M. Asseline qui après avoir été reçu docteur en théologie de la Faculté de Paris s'est fait religieux feuillant sous le nom de Dom Eustache de Saint-Paul. Il s'est ensuite intéressé à la jurisprudence mais il s'en est rapidement détaché pour préférer se livrer à la théologie pendant quatre ans sous la direction de son cousin, André Du Val (1564-1638), et de Philippe de Gamaches (1568-1625), qui étaient considérés comme de grands théologiens. Il a ensuite embrassé la philosophie. Dans sa biographie faite dans son livre Le collège royal de France, il écrit qu'il a consacré ses études « principalement en la philosophie et la médecine : étant porté d'inclination, voire emporté d'ardeur et d'affection, peut être désordonnée ».
Il a donné un cours de philosophie au collège de Calvi, appelé la Petite Sorbonne, à 22 ans.Du collège de Calvi, Guillaume Du Val est passe au Collège de Lisieux, (à Paris), où il a professé pendant six ans, ayant, dit-il, jusqu'à 600 écoliers par jour. Il a continué à étudier les belles lettres dont il faisait des lectures publiques.
S'étant fait connaître de Renaud de Beaune, archevêque de Sens et Grand aumônier de France, celui-ci l'a fait nommer lecteur et professeur ordinaire du roi en philosophie grecque et latine au Collège royal, après la mort de Vincent Raffar, en 1606. Les lettres patentes d'Henri IV sont datées de Villers-Cotterêts le 20 juillet 1606. Cependant cette nomination a été contestée en disant que cette nomination était surnuméraire. Il n'a reçu ses appointements que pendant un trimestre, puis il n'en eut aucun. Il a cependant continué à donner des leçons au Collège royal avec assiduité. Le cardinal du Perron devenu Grand aumônier de France lui a fait donner la chaire de Jacques-Marie d'Amboise après sa mort, en novembre 1611. Il a été alors présenté à la reine Marie de Médicis et Louis XIII l'a nommé à la place de d'Amboise mais en réunissant les deux chaires de philosophie en une seule. Les lettres patentes pour cette réunion sont signées par Louis XIII le 25 janvier 1613.
Pendant cette période, il a décidé de prendre des degrés de la Faculté de médecine de Paris. Il est licencié le 24 mai 1612 puis a été ensuite reçu docteur. La même année la Faculté l'a chargé d'inviter le parlement de Paris et la Cour des aides aux Paranymphées. Pour cette invitation, il a fait deux discours, le premier devant la Grand chambre du parlement, le second devant la Cour des aides. Les Magistrats ont alors accepté de venir à cette assemblée où Charles le Pescher, professeur au collège de Calvi, a fait son éloge. Il a été médecin de Louis XIII en 1613 et doyen de la Faculté de médecine de Paris en 1640-1641.
En 1644, il est doyen des professeurs royaux. Il est mort le 22 septembre 1646 dans la paroisse de Saint-Nicolas-des-Champs.

## Publications
Il a rédigé :
- une édition d'Aristote grecque-latine, Paris, 1619, 4 vol. in-4, réimprimée dès 1629 en 2 volumes in-folio, avec une analyse (Synopsis analytica) de la doctrine du philosophe grec
- une Histoire du Collège royal de France, 1644
- quelques autres écrits

## Source
Cet article comprend des extraits du Dictionnaire Bouillet. Il est possible de supprimer cette indication, si le texte reflète le savoir actuel sur ce thème, si les sources sont citées, s'il satisfait aux exigences linguistiques actuelles et s'il ne contient pas de propos qui vont à l'encontre des règles de neutralité de Wikipédia.

### Biographie
- Guillaume Du Val, Le Collège royal de France, chez Macé Bovillette, Paris, 1644, p. 56-59 (lire en ligne)
- Abbé Claude-Pierre Goujet, Mémoire historique & littéraire sur le Collége royal de France, Augustin-Martin Lottin, Paris, 1758, tome 2, p. 234-247 (lire en ligne)